# Vélos en libre-service de Copenhague
Bycyklen est le système de vélos en libre-service de Copenhague. En juillet 2008, 2 000 vélos étaient disponibles dans 110 stations.

## Historique
Les Bycyklen reprennent un concept défini par Morten Sadolin et Wessung Ole, dont les premiers développements se sont faits dans les années 1970. Ces derniers imaginèrent en 1988 un service où chaque utilisateur peut emprunter un vélo pour son trajet, laissant sa bicyclette libre, une fois utilisée, à un autre utilisateur. Une des motivations pour un tel service est en grande partie le problème du vol de vélo très fréquent au Danemark. En effet selon la police, une partie des vélos volés le sont pour une simple utilisation par le voleur sans être finalement revendu. Simple utopie au début, ils relancèrent leur projet en 1991. Celui-ci a pu se concrétiser en 1995 avec la participation de Niels Christiansen qui assura notamment la mise au point technique du projet.

## Principe
L'idée est de mettre à disposition d'un groupe — ou plutôt des habitants d'une ville, en l'occurrence Copenhague — un grand nombre de vélos. Chacun peut utiliser un vélo pour son transport, le rendant dès qu'il n'en a plus besoin. Personne ne s'approprie un des vélos et chaque bicyclette sert au plus grand nombre. Pour éviter tout vol ou même la simple dispersion des vélos par les utilisateurs, le système va reposer sur des principes simples. Un périmètre précis limitant la zone d'utilisation des vélos est défini et ceux-ci sont fabriqués en série — les vélos sont conçus tout d'abord pour leur résistance et l'optimisation de leur durée de vie — et sont donc des modèles uniques aisément identifiables. De plus, le fonctionnement étant financé par la publicité, les vélos sont peints aux couleurs des parraineurs les rendant facilement reconnaissables. Toute sortie de la zone est assimilée à un vol et peut donc être verbalisée par la police. La mise à disposition des vélos se fait dans des stations où les vélos sont attachés avec un antivol identique à celui utilisé pour les chariots de supermarché, incitant les utilisateurs à rendre leurs vélos dans une station. Une pièce de 20 couronnes suffit pour emprunter un vélo,.

## Financement
Bien que soutenu par la ville de Copenhague, intéressée dans le but de promouvoir les modes de déplacements doux et de réduire la place de la voiture en centre ville, le système est en grande partie financé par des fonds privés sous forme de publicité ; c'est ainsi que l'on peut voir des Bycyklen circuler aux couleurs de Coca-Cola. Une fondation (sur le principe d'une association à but non lucratif) — le Fonden Bycyklen i København — a été créée recevant ainsi des financements publics et privés. La ville assure une grande partie du service technique, et l'entretien des vélos est réalisé par des travailleurs volontaires en prison. Les vélos ne sont disponibles que du printemps à l'automne, les mois d'hiver étant l'occasion d'effectuer leur entretien technique.